# Escriptures paleohispàniques

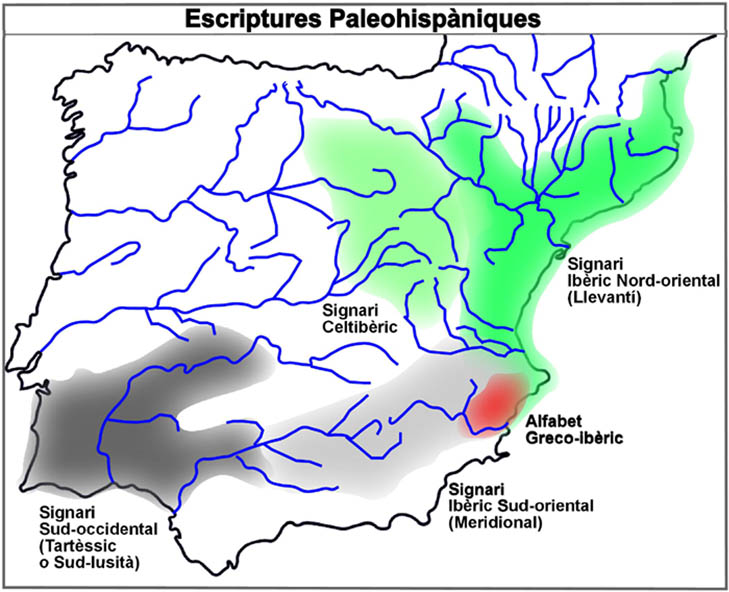
Escriptures paleohispàniques

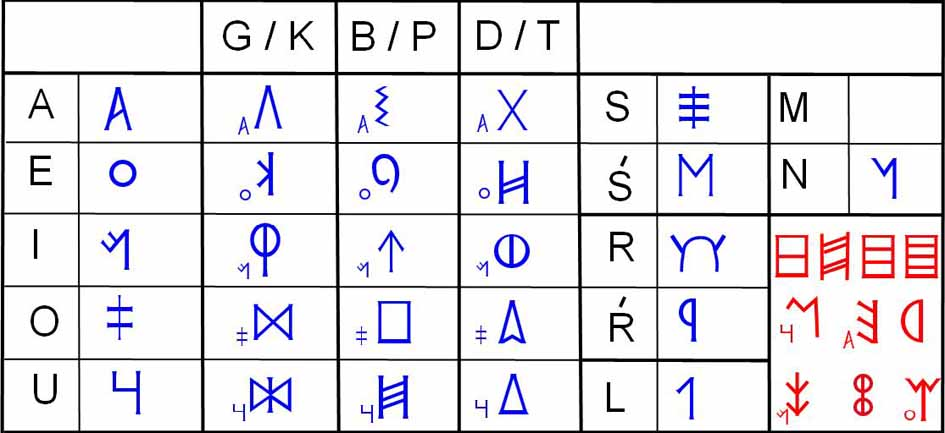
Una de les propostes de signari tartessi. Adaptat de Rodríguez Ramos, 2000

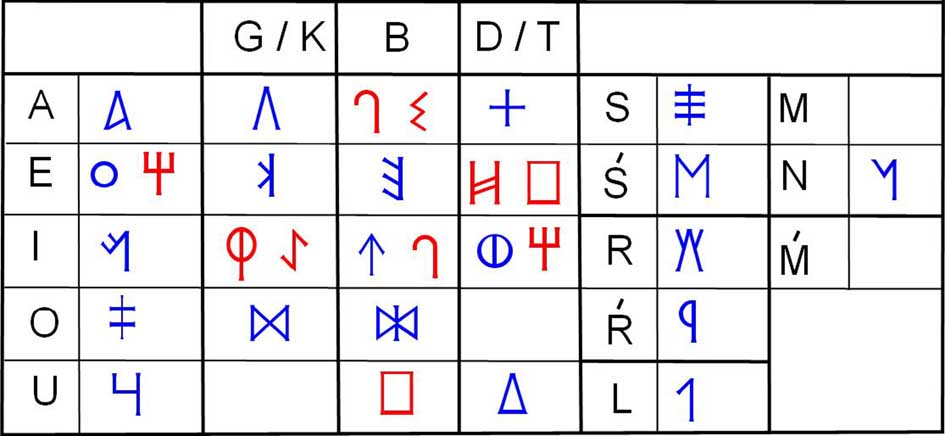
Una proposta de signari ibèric sud-oriental. Adaptat de Correa, 2004. En vermell, els signes d'identificació discutible

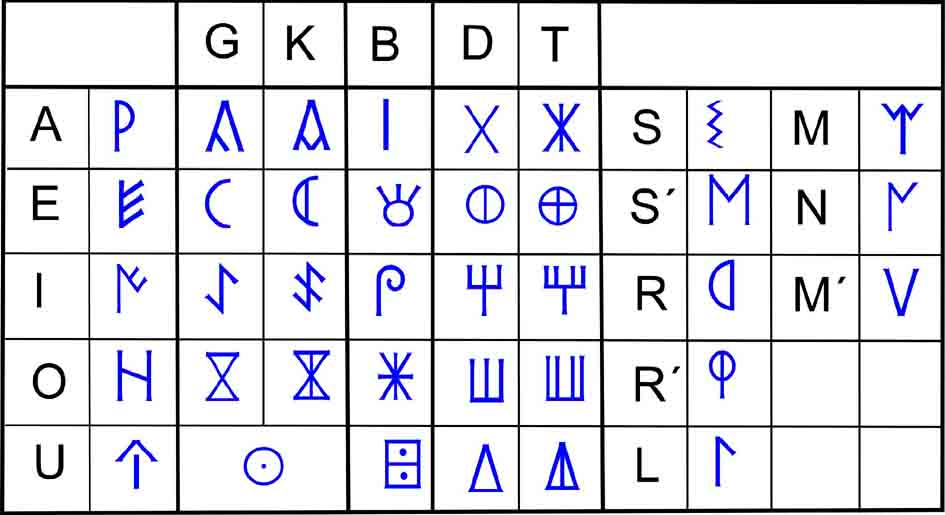
Un signari ibèric nord-oriental dual. Adaptat de Ferrer i Jané 2005

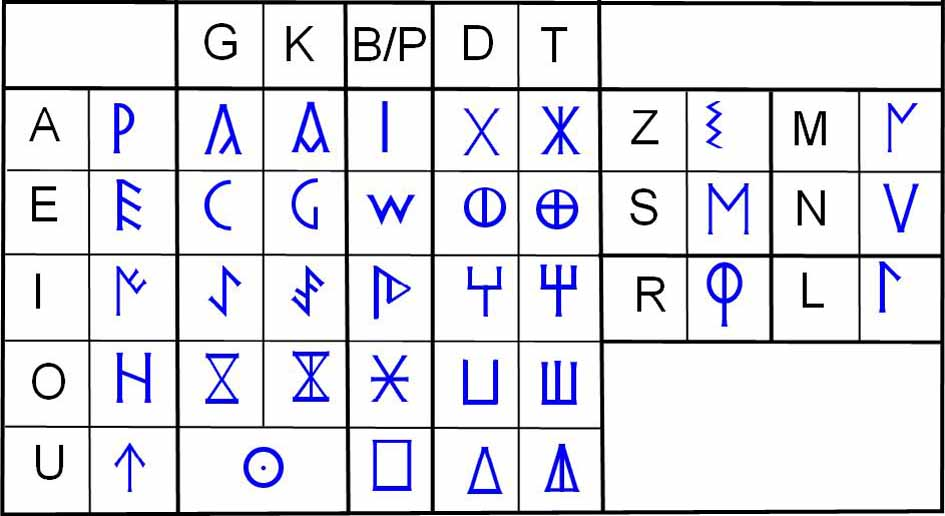
Un signari celtibèric occidental. Adaptat de Ferrer i Jané 2005

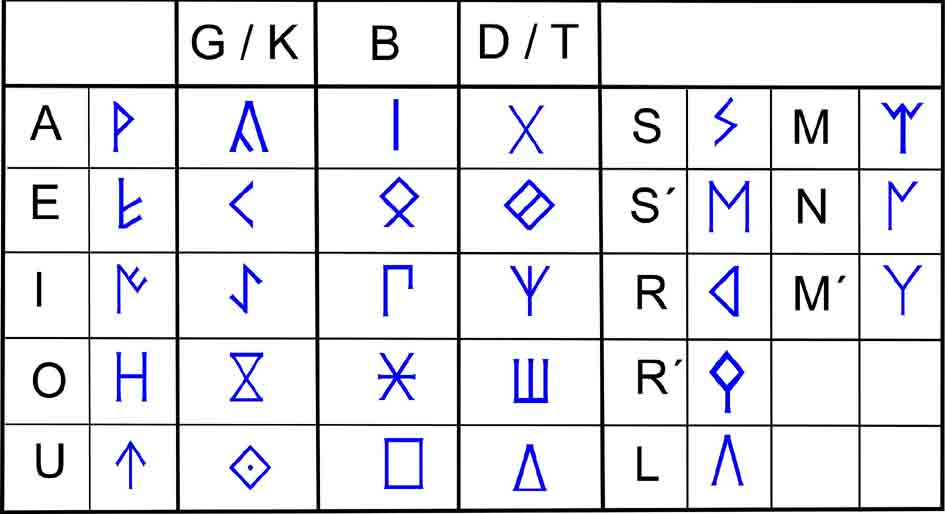
Un signari ibèric nord-oriental no dual. Adaptat de Ferrer i Jané, 2005

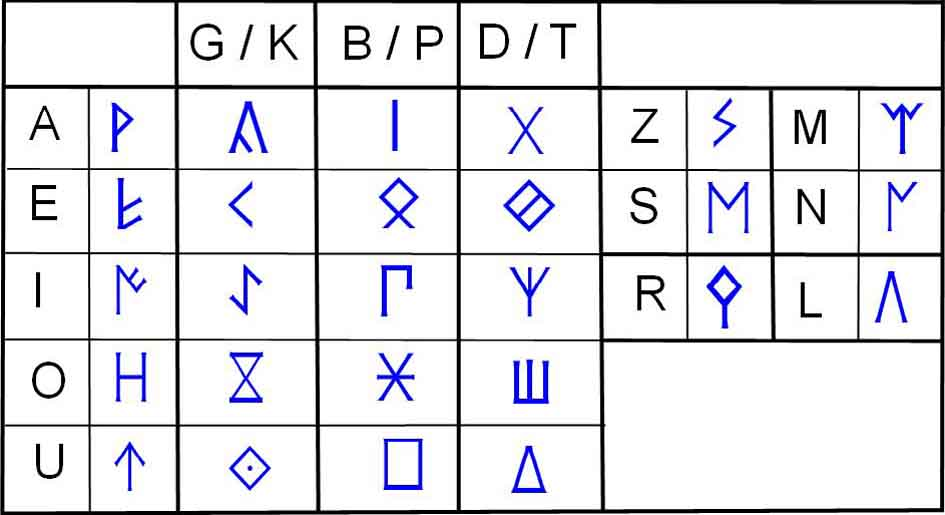
Un signari celtibèric oriental

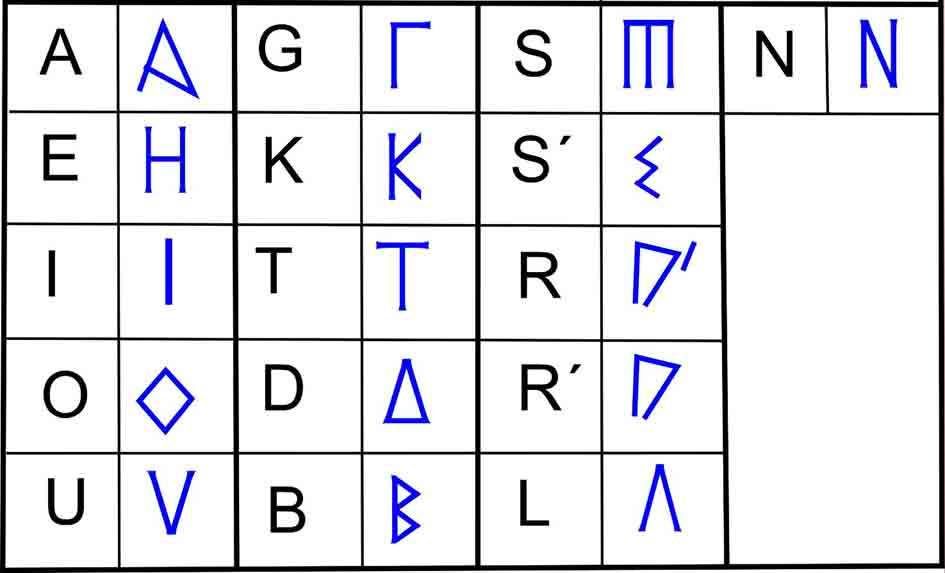
Un alfabet grecoibèric

Les escriptures paleohispàniques són els sistemes d'escriptura que van ser creats a la península Ibèrica abans que l'alfabet llatí hi esdevingués el sistema d'escriptura dominant. Aquestes escriptures es van usar amb seguretat des de, com a mínim, el segle v aC, potser des del s. VII aC, segons algunes hipòtesis, fins a finals del s. I aC o principis del s. I dC, i van ser el principal vehicle d'expressió de les llengües paleohispàniques. Llevat de l'alfabet grecoibèric, que és una adaptació de l'alfabet grec jònic, la resta d'escriptures paleohispàniques comparteixen una característica tipològica distintiva: presenten alhora signes amb valor sil·làbic, per a les oclusives, i signes amb valor alfabètic, per a la resta de consonants i vocals. Des del punt de vista de la classificació dels sistemes d'escriptura, no és ni un alfabet ni un sil·labari, sinó una escriptura mixta que s'identifica normalment com a semisil·labari.
Les escriptures paleohispàniques es poden agrupar en dos grans grups, meridional i nord-oriental, ja que, tot i que ambdós grups utilitzen un repertori de signes similar, es diferencien clarament pels valors que els signes representen. Sobre el seu origen no hi ha consens: per a alguns investigadors, el seu origen està directament i únicament lligat a l'alfabet fenici, mentre que, per d'altres, en la seva creació també hi hauria influït l'alfabet grec.
Les inscripcions que usen els signaris meridionals han aparegut fonamentalment en la meitat sud de la península Ibèrica, representen el 5% del total conservat i molt majoritàriament s'escriuen de dreta a esquerra:
- El signari d'Espanca.
- L'escriptura tartèssia (també coneguda com a escriptura del sud-oest de la península Ibèrica i com a sud-lusitana).
- L'escriptura ibèrica sud-oriental (també coneguda com a ibèrica meridional).

Les inscripcions que usen els signaris nord-orientals han aparegut fonamentalment en el quadrant nord-oriental de la península Ibèrica, i representen el 95% del total conservat, i molt majoritàriament s'escriuen d'esquerra a dreta:
- L'escriptura ibèrica nord-oriental (també coneguda com a ibèrica llevantina).
- L'escriptura celtibèrica.

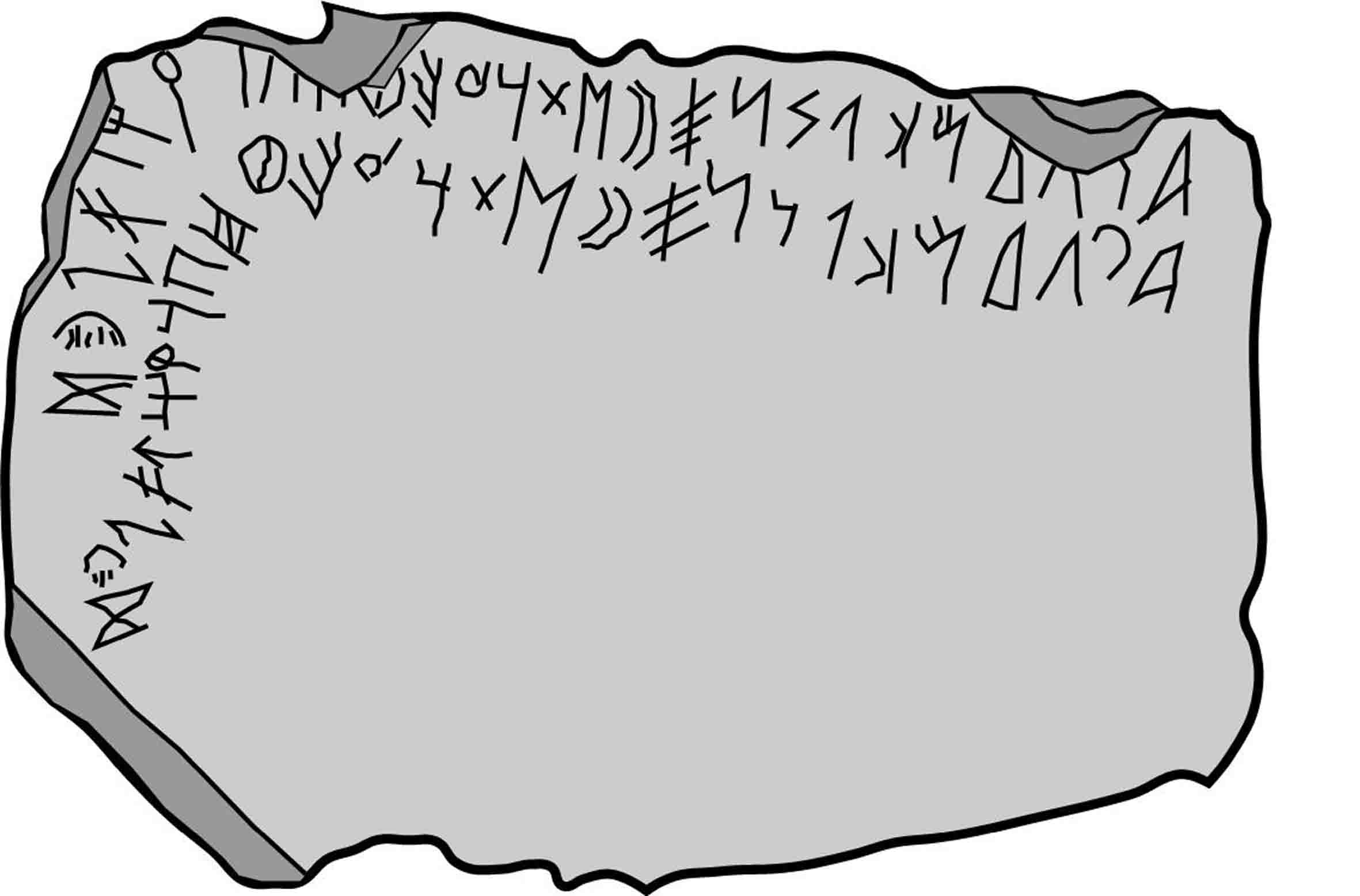
El signari d'Espanca (Castro Verde)
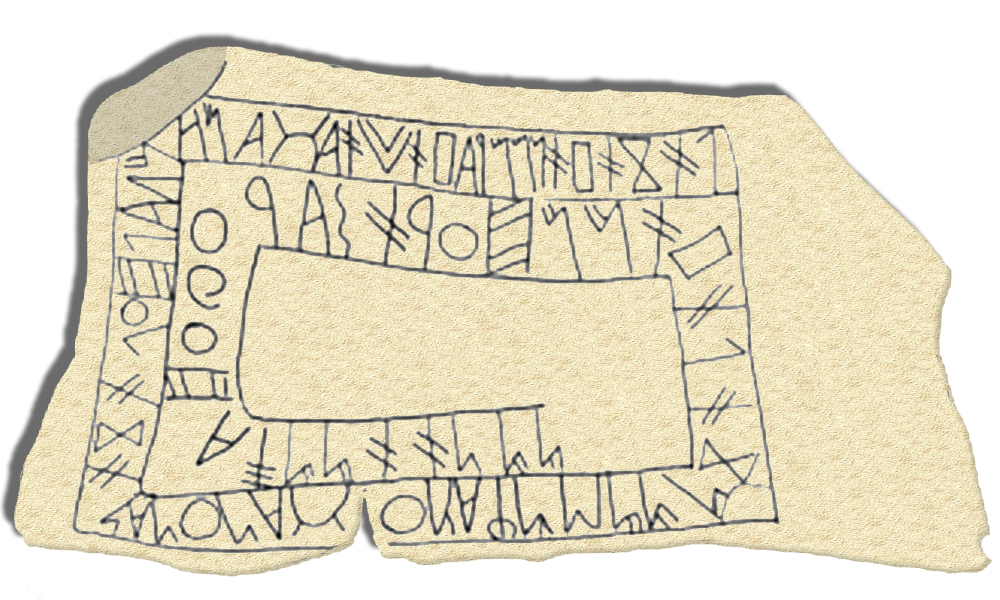
Escriptura tartèssia. Estela de Fonte Velha (Bensafrim, Lagos)
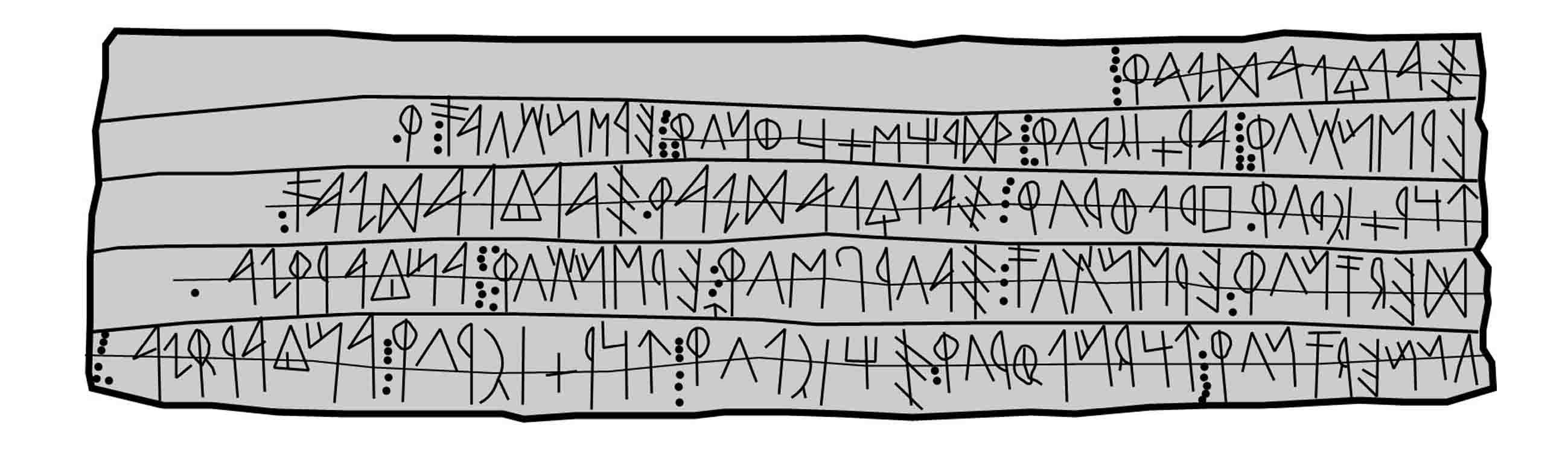
Escriptura ibèrica sud-oriental. Cara A del plom de La Bastida de les Alcusses (Moixent)

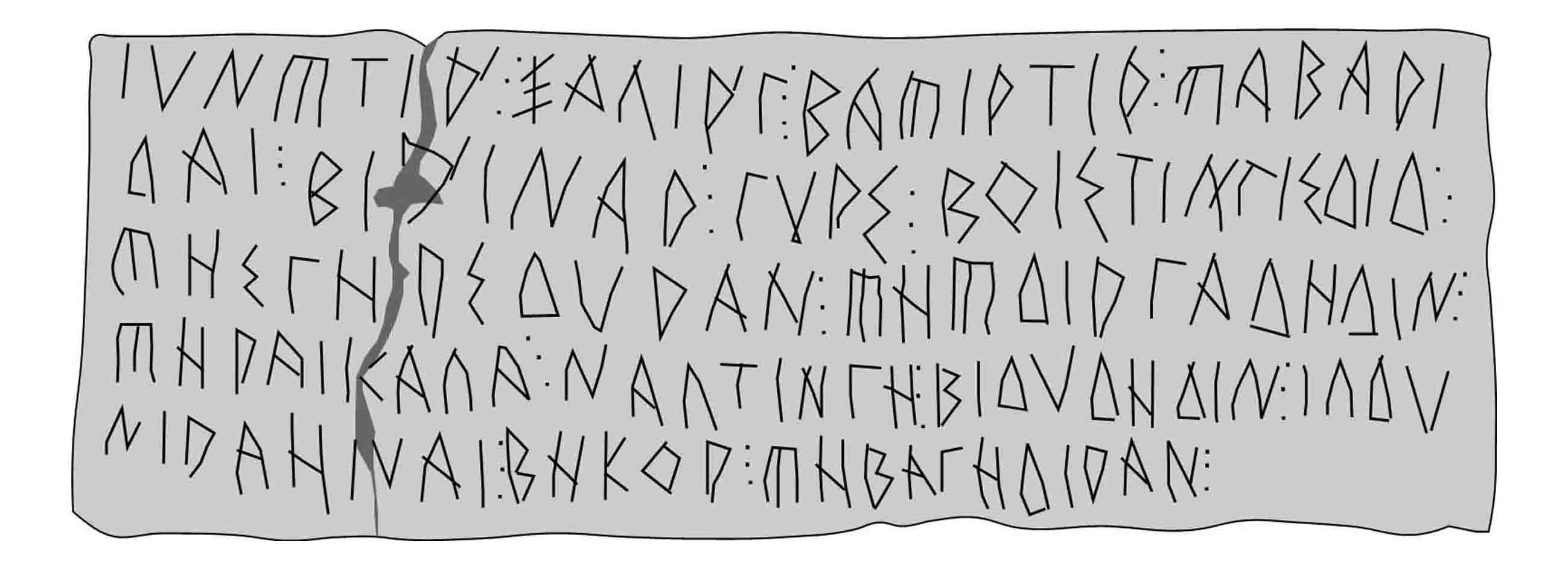
Alfabet grecoibèric. Cara B del plom de la Serreta (Alcoi)
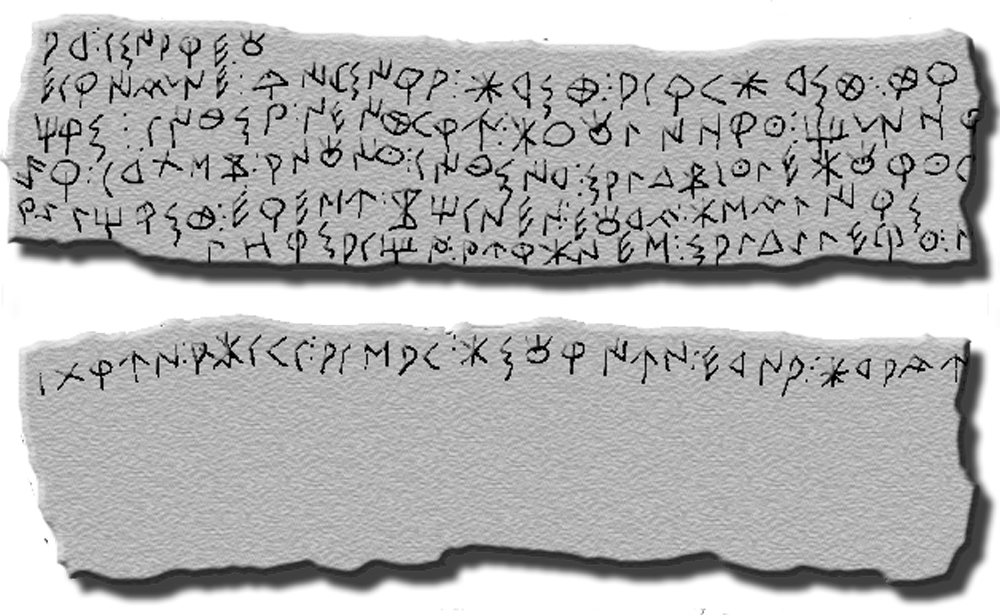
Escriptura ibèrica nord-oriental. Plom d'Ullastret (s. IV aC)
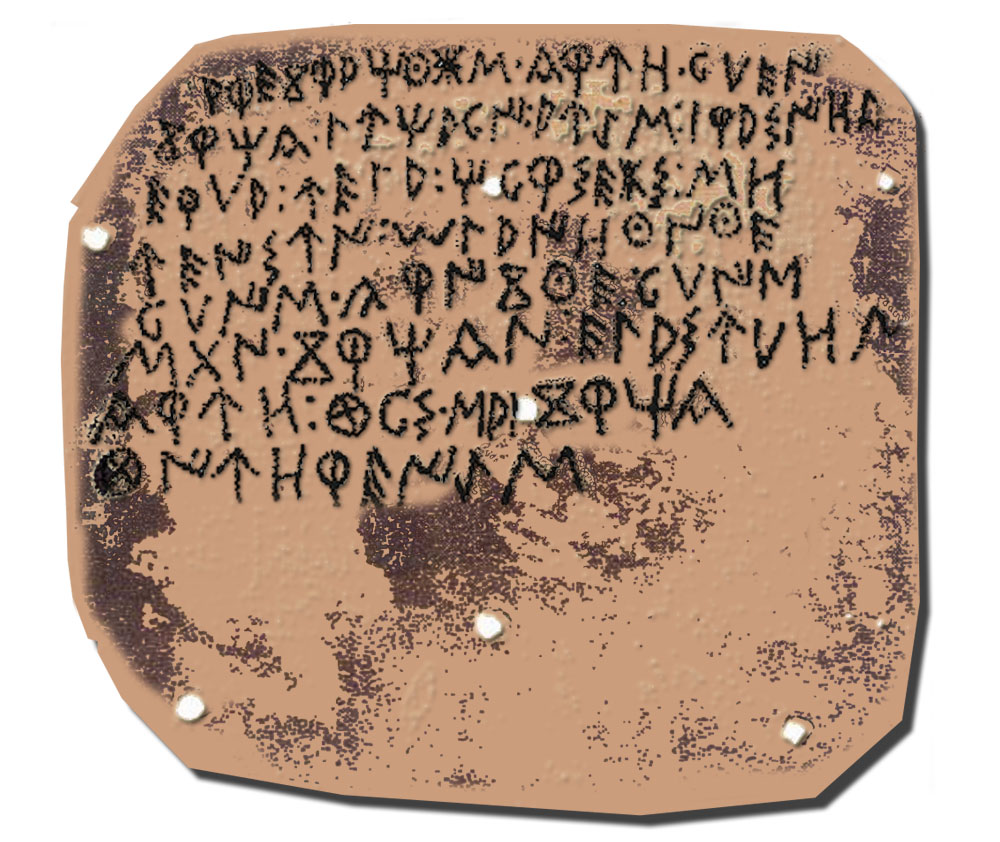
Escriptura celtibèrica. Bronze de Luzaga (Guadalajara)